# Luboš Pecháček
Luboš Pecháček, rodným jménem Lubomír Pecháček (21. prosince 1926 Praha – 3. dubna 2007 tamtéž) byl český sportovní komentátor, specializující se především na motoristický sport. Měl nezaměnitelný sonorní hlas. V roce 2018 mu byl věnován jeden z dílů pořadu Legendární komentátoři s názvem Hlas závodních motorů.

## Život
Luboš Pecháček vystudoval herectví a režii. Pracoval v rozhlase, na přelomu 50. a 60. let přešel do nově vznikající Československé televize. Již od počátku se specializoval na sport a to především motoristický. V roce 1969 začal komentovat motokros, později byl jedním z komentátorů pořadu Auto-moto-revue. V roce 1973 byl prvním českým komentátorem závodu Formule 1 (Francouzi tehdy poskytli zdarma přenos z Monte Carla). Celkem poté komentoval přes sto závodů a (až na dvě výjimky) všechny odmoderoval ze studia. Kromě motokrosu nebo F1 byl slyšet Pecháčkův hlas také při komentování cyklistického Závodu míru. Celkem odvysílal v televizi 1200 přímých přenosů ze sportu. Do důchodu odešel Pecháček v roce 1986, na přenosech závodů F1 však spolupracoval ještě před smrtí v roce 2007.

## Film
Roli reportéra či komentátora si Pecháček zahrál i v několika českých filmech:
- Dáma na kolejích (1966), televizní komentátor
- Ženy v ofsajdu (1971), televizní komentátor
- Pátek není svátek (1979), televizní reportér
- Sny o Zambezi (1982), reportér

## Knihy
- Rychlostní zkouška (1978), Vydavatelství časopisů Ministerstva národní obrany[3]